# Antoine Lavalette
Antoine Lavalette (ur. 26 października 1708 w Martrin, zm. 13 grudnia 1767 w Tuluzie) – francuski jezuita, prokurator i przełożony misji na Martynice, którego bankructwo spowodowało wypędzenie Towarzystwa Jezusowego z Francji w roku 1764.

## Życiorys

### Wczesne życie
Niewiele wiadomo o rodzinie Valette, z jego relacji wynika, że pochodził z mieszczańskiej rodziny, miał co najmniej dwóch braci i jedną siostrę.
Lavalette prawdopodobnie w grudniu 1725 roku wstąpił do nowicjatu Towarzystwa Jezusowego, a ukończył go w grudniu 1727 roku. Następnie studiował filozofię w Tournon. Po ukończeniu tego kursu wykładał przedmioty humanistyczno-retoryczne w Puy, Tournon i Rodez w latach 1731–1737. W 1737 roku rozpoczął czteroletnie studia z teologii scholastycznej w kolegium Louis-le-Grand w Paryżu, które ukończył w 1741 roku. W tym samym roku przyjął święcenia kapłańskie.

### Działalność w Indiach Zachodnich
Po przyjęciu święceń kapłańskich złożył wniosek o przyłączenie się do misji na Wyspach Nawietrznych znajdujących się w Indiach Zachodnich. Wniosek został przyjęty przez przełożonych, a Antoine Lavalette został wysłany w 1742 roku na Gwadelupę, którą opuścił w następnym roku z powodu przeniesienia do parafii Carbet na Martynice, w której Towarzystwo prowadziło plantacje. Podobnie jak inni jezuici pełniący obowiązki proboszcza Lavalette spędzał główny czas w rezydencji znajdującej się w porcie Saint-Pierre, który był miejscem handlu międzynarodowego. Właśnie w parafii Saint-Pierre w roku 1745 złożył profesję czwartego ślubu, stając się w ten sposób pełnoprawnym jezuitą.
Profesja czwartego ślubu pozwoliła Antoinemu Lavalette’owi objęcie w roku 1748 urzędu prokuratora (kierownika finansowego), a w 1753 roku przełożonego misji na Martynice, w której Towarzystwo Jezusowe prowadziło plantacje i parafie. Lavalette jako prokurator stanął przed wyzwaniem spłacenia długów jezuickich i naprawy posiadłości na Martynice. Lavalette, aby poprawić sytuację misji między innymi nabył ziemie na Dominice pod budowę plantacji. Zakupił też niewolników, aby pracowali na posiadłości w Barbadosie, gdzie produkowano kawę, kakaowiec, maniok i inne rośliny uprawne przeznaczone na zbyt. Lavalette nie miał typowego jezuickiego stosunku do niewolników, czyli nie traktował ich jak potencjalnych chrześcijan, ale jako inwestycje.

### Afera Lavalette’a i jego rola w wypędzeniu jezuitów z Francji
Początkiem końca kariery Lavaletta był rok 1755, w którym dostawa produktów z plantacji jezuickich w Indiach Zachodnich została przechwycona na morzu przez brytyjskich korsarzy. Spowodowało to utratę zysków przeznaczonych na spłatę długów zaciągniętych przez misję jezuicką w Europie. Oburzeni wierzyciele z Francji z powodu nieopłacalności Lavalette’a pozwali całe Towarzystwo, przez co sprawa trafiła do parlamentu paryskiego, w którym wrogo nastawieni do jezuitów janseniści naciskali na głębsze zbadanie sprawy. Ostatecznie sąd stwierdził, że Towarzystwo Jezusowe jest odpowiedzialne za spłatę 6,2 miliona liwrów. Nie mogąc spłacić tej sumy, jezuici zostali wydaleni z Francji w 1764 roku.
Przed wypędzeniem jezuitów z Francji sam generał Lorenzo Ricci zainteresował się działalnością Lavalette’a i w roku 1762 wysłał do misji wizytatora Jean-François de la Marche’a w celu zbadania poczynań finansowych przełożonego misji na Martynice. W trakcie wizytacji La Marche odkrył, że Lavalette skazał czterech niewolników na tortury, które doprowadziły do ich śmierci. Oznaczało to, że Lavalette był odpowiedzialny za morderstwo. Zbrodnia Lavalette’a mogła być umotywowana ochroną plantacji przed czarownikami, którzy mieliby być odpowiedzialni za serię zgonów w celu sparaliżowania funkcjonowania plantacji. Za wspomniane zbrodnie Lavalette nie odpowiedział przed sądem królewskim, ani kościelnymi, mimo że raport La Marche’a udowodnił łamanie przez niego przypisu z ''Code Noir'', który zakazywał wymierzanie kary śmierci na niewolnikach przez właścicieli plantacji. Lavalette został jedynie potępiony za świecki handel (który był zabroniony u jezuitów) przez wewnętrzną komisję współbraci pod przewodnictwem wizytatora. Odsunięto go od władzy, odesłano go do Europy w roku 1762 i zakazano mu udzielania sakramentów dopóki generał nie zmieniłby decyzji.

### Ostatnie lata
Po tym werdykcie Lavalette wyjechał do Wielkiej Brytanii, gdzie przebywał pod nazwiskiem Duclau. Wtedy napisał pismo we własnej obronie, zatytułowane „Mémoire Justificatif”. Po zakończeniu wojny siedmioletniej i w obliczu wypędzenia zakonu z Francji powrócił do ojczyzny, gdzie dobrowolnie opuścił zakon w 1763 roku. Pod kolejnym fałszywym nazwiskiem zamieszkał rok w Villeneuve-les-vaux koło Nicei, a następnie przeniósł się do rodzinnej Martrin. Lavalette nie zrezygnował z zainteresowania handlem, więc jesienią 1766 roku popłynął do Saint-Domingue, aby wyszukać dostawę kawy szwagra, ale wrócił z niczym. Następną wiosną Lavalette wrócił do Francji, w której złożył przysięgę wierności wobec Kościoła gallikańskiego przed parlamentem tolozańskim, był w tym czasie podupadły na zdrowiu. Zmarł 13 grudnia 1767 roku i został pochowany kościele Notre-Dame de la Dalbade w Tuluzie.